# Kawara N’Débé
Kawara N’Débé (auch: Kalliul, Kaora Débé, Kaouara Débé, Kaoura N’Débé, Kawara Débé, Kawaran Débé, Kawara N’Débey) ist ein Dorf in der Landgemeinde Yélou in Niger.

## Geographie
Das von einem traditionellen Ortsvorsteher (chef traditionnel) geleitete Dorf liegt etwa 17 Kilometer nordwestlich von Yélou, dem Hauptort der gleichnamigen Landgemeinde, die zum Departement Gaya in der Region Dosso gehört. Ein weiteres großes Dorf in der Umgebung von Kawara N’Débé ist das ebenfalls rund 17 Kilometer entfernte Malgorou im Süden.
Es herrscht das Klima der Sudanzone vor, mit einer durchschnittlichen jährlichen Niederschlagshöhe zwischen 600 und 700 mm. Kawara N’Débé befindet sich im 317.520 Hektar großen Feuchtgebiet des Dallol Maouri, das nach der Ramsar-Konvention unter Schutz steht. Die Siedlung liegt am rechten Ufer eines anderen großen Trockentals, des Dallol Foga. Sie wurde auf einer deichartigen Erhebung errichtet, die den Wasserlauf des Dallol Foga von einer Zone mit kleineren aus dem Westen kommenden Trockentälern (koris) trennt.

## Geschichte

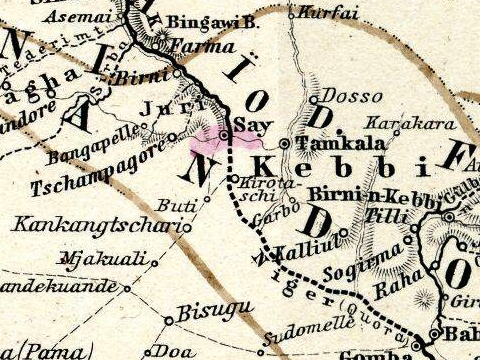
Kalliul (Kawara N’Débé) in Stielers Hand-Atlas (1891)

Kawara N’Débé wurde Anfang des 19. Jahrhunderts von Flüchtlingen der Hausa-Untergruppe Tulmawa aus Kebbi gegründet, deren Heimatstadt Birnin Debe in Krieg gegen Tyenga zerstört worden war. Der deutsche Afrikaforscher Heinrich Barth besuchte Kawara N’Débé (Kalliul) im Juli 1853 und im August 1854. Er beschrieb die damalige Siedlung als ein Zentrum der Salzproduktion. Diese war noch bis weit ins 20. Jahrhundert von Bedeutung. Im Jahr 1924 waren in Kawara N’Débé geschätzt 149 Arbeiter in der Salzproduktion tätig.
Bei Untersuchungen im Jahr 1984 wurde bei vielen Kindern im Ort ein Befall mit Saugwürmer-Arten festgestellt: Die Prävalenz bei Schistosoma haematobium unter den 10- bis 13-Jährigen betrug 42,4 Prozent und die Prävalenz bei Schistosoma mansoni unter den 5- bis 14-Jährigen belief sich auf 41,4 Prozent. Ein Dorfbrunnen wurde 1990 durch ein gesamtstaatliches Programm zur Wasserversorgung im ländlichen Raum errichtet, das vom niederländischen Ministerium für Entwicklungszusammenarbeit finanziert worden war. Die Schweizer Direktion für Entwicklung und Zusammenarbeit finanzierte 1997 die Errichtung einer Verbindungsstraße, die Kawara N’Débé an das regionale Straßennetz anschloss. Im Jahr 2001 kam es zu einem gewaltsamen Landnutzungskonflikt zwischen Fulbe-Viehzüchtern und Tyenga-Ackerbauern. Dabei wurden drei Fulbe getötet.

## Bevölkerung
Bei der Volkszählung 2012 hatte Kawara N’Débé 3132 Einwohner, die in 400 Haushalten lebten. Bei der Volkszählung 2001 betrug die Einwohnerzahl 2144 in 275 Haushalten und bei der Volkszählung 1988 belief sich die Einwohnerzahl auf 2381 in 314 Haushalten. Frühere erfasste Einwohnerzahlen waren: 1148 im Jahr 1964, 1010 im Jahr 1960, 876 im Jahr 1953 und 255 im Jahr 1932.

## Wirtschaft und Infrastruktur
In Kawara N’Débé wird ein Markt abgehalten. Mit einem Centre de Santé Intégré (CSI) ist ein Gesundheitszentrum im Dorf vorhanden. Der CEG Kawara N’Débé ist eine Schule der Sekundarstufe des Typs Collège d’Enseignement Général. Das Dorf ist über die 5,22 Kilometer lange Route 358, eine einfache Landstraße, mit der Nationalstraße 7 verbunden, die zwischen der Regionalhauptstadt Dosso und der Staatsgrenze zu Benin verläuft.